# NGC 7832
NGC 7832 (również IC 5386 lub PGC 485) – galaktyka eliptyczna (E), znajdująca się w gwiazdozbiorze Ryb. Odkrył ją William Herschel 20 września 1784 roku. Jest to galaktyka z aktywnym jądrem typu LINER.